# چشم انسان
ساختمان چشم انسان شبیه یک کره است. در قسمت جلوی این کره یک پنجره شفاف به نام قرنیه وجود دارد. نور از محیط خارج وارد قرنیه شده و پس از عبور از مردمک به عدسی می‌رسد. عدسی نور را به صورت دقیق روی شبکیه متمرکز می‌کند تا تصویر واضحی بر روی شبکیه ایجاد شود. چشم انسان قادر به تشخیص ۱۰ میلیون رنگ است.
مسیر عبور پرتوهای نور از چشم به ترتیب: ۱ اشک؛ ۲ قرنیه؛ ۳ زلالیه؛ ۴ عنبیه سوراخ مردمک؛ ۵ عدسی؛ ۶ زجاجیه؛ ۷ شبکیه
چشم از دو بخش به وجود آمده‌است: ۱-اجزای فرعی چشم ۲-کرهٔ چشم.
اجزای فرعی چشم عبارتند از: حَدَقه، پـِلک، مُژه، اَبرو، ماهیچه‌های گردانندهٔ کرهٔ چشم.
به ترشحات زردرنگ گوشهٔ چشم، قی چشم گفته می‌شود.

## اجزای فرعی چشم
حدقه یا چشم‌خانه: استخوان‌های متعددی هستند که به یکدیگر پیوسته‌اند و یک صندوقچهٔ محکم مخروطی شکل را به‌وجود آورده‌اند تا کرهٔ چشم در میان آن محفوظ باشد.
استخوان‌های چشم‌خانه در قسمت بالا استخوان پیشانی، در پایین استخوان گونه، از طرف خارج استخوان گیجگاهی و از طرف داخل استخوان بینی هستند. فضای درونی محفظهٔ استخوانی چشم از یک مادهٔ چرب و تا اندازه‌ای سیال پر است.
حدقه به وسیلهٔ پرده‌ای به دو بخش تقسیم می‌شود: بخش جلو، جایگاه کرهٔ چشم؛ و در بخش عقب، اعصاب بینایی که عهده‌دار رساندن تصویرها به مغز هستند و اعصاب حسی و حرکتی و ماهیچه‌های گردانندهٔ چشم و رگ‌هایی که خون را به حدقه و این ماهیچه‌ها می‌رسانند قرار دارند.
پلک: مقابل چشم دو پردهٔ ظریف و محکم آویخته شده که صفحهٔ لطیف چشم را از گرما و سرما و دیگر عوامل بیرونی محافظت می‌کنند. در هنگام خواب و خطر پلک‌ها کاملاً با هم جفت می‌گردند تا در پناه خود چشم را از هرگونه آسیب احتمالی محفوظ دارند. به علاوه پلک‌ها در تعدیل نور نیز نقش مهمی بر عهده دارند.
در حالت عادی پلک‌ها در هر دقیقه به‌طور منظم چند مرتبه به هم می‌خورند، و در نتیجه مایع ویژهٔ اشک را که از غده‌های قرار گرفته در بخش بالایی چشم تراوش می‌شود بر روی صفحهٔ چشم پهن می‌کنند. این کار سطح چشم را شستشو داده و همیشه آن را تازه و مرطوب نگه می‌دارد و در نتیجه فعالیت آن را آسان می‌کند.
تراوش اشک از دو نظر برای چشم لازم و سودمند است: یکی از این جهت که سطح چشم را شستشو داده و مانع می‌شود تا ذراتی که همراه هوا وارد چشم می‌گردد، صفحه چشم را کدر و ناصاف کند. دیگر اینکه چون دارای خاصیت ضدعفونی است برای سالم نگه داشتن طبقات کره چشم اهمیت شایانی دارد.
اشک پس از اینکه چشم را شستشو داده و ضدعفونی کرد به سوی گوشه داخلی چشم سرازیر می‌شود و از آنجا به وسیله لوله اشکی به درون کیسه مخصوصی که کیسهٔ اشکی نامیده می‌شود می‌ریزد. اشک در آنجا نیز توقف نکرده و بی‌مصرف هم نمی‌ماند، بلکه به تدریج به فضای پایینی بینی می‌ریزد تا در اثر تبخیر، هوای تنفسی را که از بینی به سوی شش رهسپار است مرطوب سازد.
مژه‌ها: روی لبه بیرونی پلک‌ها، موهای منظمی صف کشیده‌اند که مانع از ورود گرد و غبار می‌شوند و در برابر نورهای شدید نیز مقاومت کرده و از شدت آن می‌کاهند. در کناره پلک‌ها غده‌هایی وجود دارند که از آن‌ها مادهٔ چرب مخصوصی ترشح می‌شود تا لبه پلک‌ها و مژه‌ها را چرب و مرطوب نگه دارد و از جاری شدن اشک به صورت در حالت عادی جلوگیری شود. همچنین وجود مژه‌ها باعث می‌شود اصطکاک مداوم پلک‌ها به یکدیگر موجب ناراحتی انسان نگردد.
ماهیچه‌های گرداننده چشم: برای اینکه عکس‌برداری چشم از اشیا به سرعت و سهولت انجام بگیرد و کره چشم با حرکت‌های متعدد خود این وظیفهٔ حیاتی را به درستی انجام دهد، شش ماهیچه پیرامون آن را فراگرفته است تا حرکت آن را در جهات گوناگون یعنی بالا و پایین و چپ و راست و به درون و بیرون ممکن کنند.
ابرو: در بالای هر یک از پلک‌های فوقانی انبوهی از موهای منظم صف کشیده‌اند که افزون بر جنبهٔ زیبایی از ریزش عرق به درون چشم جلوگیری می‌کنند و در تعدیل نور به‌ویژه نورهایی که از طرف بالا می‌تابد تأثیر به سزایی دارند.

## کره چشم
کره چشم انسان از لایه‌ها و بخش‌های گوناگونی تشکیل شده‌است. معنای لغوی نام این لایه‌ها که در پرانتز می‌آیند عبارتند از: صُلبیه (سختک)، مشیمیه (بچه‌دانک)، عنبیه (انگورک)، شبکیه (پنجرک)، زلالیه (روشنک)، زجاجیه (شیشک)، جَلیدیه یا عدسی (پوششک)، ملتحمه (پیوستک)، قرنیه (شاخک).

### لایه‌های کره چشم
کره چشم بینایی را میسر می‌سازد، البته دقیقاً کره نیست و قطر آن در راستای طول ۲۴ تا ۲۵ میلی‌متر و در جهت پهلوها ۲۳ تا ۲۴ میلی‌متر است ولی چون این تفاوت غیرمحسوس است به آن کره چشم می‌گویند و از دو قسمت اساسی تشکیل یافته‌است:
۱. طبقات منظمی که در اطراف قرار گرفته‌‌اند و بعضی از آن‌ها مأمور حفاظت اعضا داخلی و بعضی برای تأمین غذای آن‌ها و قسمتی محل بازتاب تصویرها و آماده ساختن آن‌ها برای انتقال به مغز است.
صُلبیه پرده‌ای است سفید و محکم که تمام کره چشم را فرا گرفته و به همین مناسبت صلبیه نامیده شده‌است، زیرا واژه صلب به معنای سخت و محکم است. این پرده بسیار ظریف که ضخامت آن از یک میلی‌متر تجاوز نمی‌کند، استحکام بالایی دارد و از این‌رو از عهده وظیفه خود که حفظ کره چشم است به آسانی برمی‌آید؛ یعنی همان‌طور که دوربین عکاسی یک جعبه دارد که ذره‌بین (عدسی) و شیشه حساس در داخل آن جا دارند، چشم ما نیز یک جلد محکم دارد که اعضا بسیار ظریف و حساسی را دربرگرفته‌است و مقداری که از این پرده دیده می‌شود همان سفیدی چشم است؛ ضمناً در قسمت جلو قدری برآمده شده و نازک‌تر و شفاف می‌گردد تا به آسانی نور از آن عبور کند و همین قسمت که یک نهم تمام پرده صلبیه است، «قرنیه» نامیده می‌شود، و در عقب صلبیه سوراخی است که از آنجا عصب بینایی وارد کره چشم می‌گردد. در هر چشم نطقه‌ای در بینایی وجود دارد که چشم قادر به دیدن آن نیست، اما انسان متوجه آن نمی‌شود. این نقطه همان نقطه کور است. نقطه کور از اهمیت بالایی در بیماری آب سیاه برخوردار است. آسیب به این نقطه موجب از بین رفتن بینایی به‌طور مادام العمر می‌گردد.
شاید این پرده ظریف را که در اصطلاح کالبدشناسی «صلبیه» و در اصطلاح پزشکی «غلاف بینایی» نامیده می‌شود به‌قدری نازک مجسم کنید که تصور کنید نوک خاری می‌تواند به آسانی آن را سوراخ کند، در صورتی‌که استواری و سختی آن طوری است که چاقوهای معمولی مگر با فشار خیلی زیاد می‌تواند آن را پاره کند، و پزشکان به هنگام اعمال جراحی داخل چشم؛ نیاز به چاقوهای بسیار ظریف و نوک‌تیزی دارند، که اگر تیز نباشد در موقع کار گرفتار اشکال فراوان می‌گردند.
مُلتَحِمه غشا مخاطی نازک و شفافی می‌باشد که سطح داخلی پلک‌ها را مفروش کرده و بخش جلویی صلبیه را می‌پوشاند.

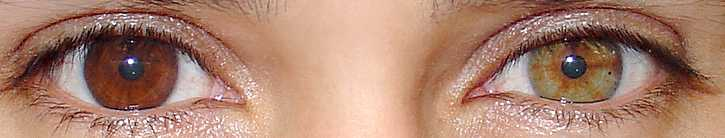
نمونه‌ای از ناهم‌رنگی چشم، در این مورد قهوه‌ای و فندقی.

#### مشیمیه
مَشیمیه در داخل صلبیه لایه‌ای وجود دارد که مَشیمیه نام دارد. این لایه نازک و لطیف است و وظیفهٔ حساس آن تغذیه چشم به وسیله رگ‌ها است و چون تا حدی به پردهٔ بچه‌دان شبیه است «مشیمیه» نامیده شده‌است، قسمت جلو این پرده که «عنبیه» نامیده می‌شود از لحاظ رنگ و شکل تغییر قابل‌توجهی حاصل کرده‌است یعنی از لحاظ شکل مسطح و عمودی است و لذا بین آن و «قرنیه» فضایی به وجود آید که آن فضا از مایع ویژه و شفافی بنام «زلالیه»؛ مملو است. از لحاظ رنگ معمولاً سیاه است که سیاهی چشم را تشکیل می‌دهد و گاهی در بعضی از اشخاص برنگ آبی یا سبز بیرون می‌آید. این لایه وظیفه تغذیه صلبیه و شبکیه را بر عهده دارد.
«مردمک» سوراخی است که قطر آن از ۳ تا ۶ میلی‌متر می‌رسد و بین عنبیه قرار دارد که به نور حساس است؛ یعنی در مقابل نور زیاد تنگ و در مقابل نور کم گشاد می‌شود؛ تا این عمل خودکار؛ میزان نوری را که باید وارد چشم شود مرتب سازد «مردمک» چشم در حقیقت مانند «دیافراگم» دوربین عکاسی است با این تفاوت که خودکار است یعنی نیاز به این ندارد که ما آن را کم و زیاد کنیم بلکه در تاریکی خودبه‌خود گشاد و در روشنایی تنک می‌شود.
این سوراخ روی این اصل «مردمک» نامیده شده‌است که دو نفر که در مقابل یکدیگر واقع شوند تصویر هرکدام در وسط سیاهی چشم طرف مقابل دیده می‌شود.
مردمک در انسان گرد است و همیشه به رنگ سیاه دیده می‌شود زیرا پشت آن فضای تاریکی است که به «تاریک‌خانهٔ چشم» موسوم است و محتویات آن با چشم غیر مسلح دیده نمی‌شود، ولی در حیوانات به اشکال مختلف در می‌آید چنان‌که در گربه دیده می‌شود که در هنگام روز که نور زیاد است سیاهی وسط چشم آن حیوان به‌شکل «الف» درمی‌آید و در شب بالعکس باز می‌شود و از پشت آن انعکاس نور خارج؛ به صورت درخشندگی و برق مخصوصی ظاهر می‌شود؛ در عقب پردهٔ «مشیمیه» سوراخی برای ورود «عصب بینایی» وجود دارد.
«مردمک چشم» در حالات مختلف آنقدر نازک و کلفت می‌شود تا نوری را که به آن می‌رسد برای استفادهٔ دید کاملاً متمرکز نماید، و این کیفیت در هیچ‌یک از اجسام حتی در شیشه یافت نمی‌شود.

#### شبکیه
پرده‌ای است لطیف و حساس که میان «مشیمیه» قرار گرفته و چون بی‌شباهت به پنجره نیست به این نام نامیده شده‌است، شَبَکیه پرده‌ای است عصبی یعنی دنباله‌هایی است از اعصاب بینایی و به وسیلهٔ همان اعصاب به مغز مربوط می‌شود، و «نقطهٔ کور» و «لکه زرد» بر روی این الیه قرار دارند. نقطه کور ناحیه ورود عصب به چشم است و نقطه زرد که محل تشکیل تصویر اشیاء می‌باشد. نقطه زرد در فاصله کمی از نقطه کور قرار دارد. در چشم چپ، نقطه کور در سمت راست نقطه زرد و کمی پایین‌تر واقع شده‌است. همچنین در چشم راست، نقطه کور در سمت چپ نقطه زرد و کمی پایین‌تر واقع شده‌است.
پردهٔ شبکیهٔ چشم مرکب از نه لایه جداگانه است که قطر مجموع آن‌ها به اندازه کلفتی یک ورقه کاغذ نازک می‌باشد؛ در ضخامت این پرده سلول‌هایی قرار دارند که تحت اثر امواج نورانی تحریک می‌گردند؛ سلول‌های مزبور به صورت شمش‌ها و مخروط‌ها قرار گرفته‌اند و تعداد اولی به سی میلیون و تعداد دومی به سه میلیون عدد بالغ می‌شود این شمش‌ها و مخروط‌ها به تناسب کاملی قرار گرفته‌اند. بیماری کور رنگی وابسته به همین سلول‌ها می‌باشد.

### محیط‌های شفاف کرهٔ چشم
محیط‌های شفاف چشم قسمت‌هایی از کرهٔ چشم می‌باشد که نور را از خود عبور داده و در نتیجه تصاویر اجسام را بر روی «لکه زرد» که قسمتی از شبکیه است می‌اندازند و این‌ها عبارتند از:

#### زلالیه
در پشت قرنیه و جلوی عدسی ناحیه‌ای وجود دارد که مایعی شبیه به آب در آن جریان دارد و به همین مناسبت است که زُلالیه نامیده شده‌است. از جملهٔ قوانین نور آن است که هنگامی که از یک محیط رقیقی وارد محیط غلیظی شود تغییر حاصل می‌کند که این تغییر شکست نور نامیده می‌شود و روی همین اصل نوری که در محیط رقیق یعنی هوا موجود است هنگامی که وارد این محیط نسبتاً غلیظ یعنی زلالیه می‌شود «شکست» حاصل می‌کند و برای بازتاب یافتن بر روی شبکیه آماده می‌شود.

#### جلدیه
این عضو که «عدسی چشم» نیز نامیده می‌شود، شبیه به ذره‌بین‌های معمولی به کلفتی سه چهار میلی‌متر و در پشت پرده دوم چشم یعنی «عنبیه» قرار دارد و قسمت مرکزی آن از قسمت‌های اطراف آن سخت‌تر است و روی آن را پردهٔ شفاف و نرمی فرا گرفته‌است و ضمناً ماهیچه‌هایی در پیرامون آن وجود دارد که باعث تغییر شکل آن می‌گردد تأثیر این عضو در «شکست نور» و تطبیق تصاویر اجسام بر روی «لکهٔ زرد» بسیار مهم و قابل توجه است، زیرا همهٔ تصویرها باید روی نقطه زرد بیفتند. این کار از طریق تطابق صورت می‌گیرد

#### زجاجیه
زُجاجیه ماده ای ژله ای و شفاف است که تمام در ناحیه پشت چشم ساکن است و در جلو به «عدسی چشم» و در پشت به شبکیه ارتباط دارد و از هر طرف پوسته شفافی اطراف آن را فرا گرفته‌است؛ کار این عضو نیز «شکست نور» است؛ و در تطبیق تصاویر اجسام بر روی «لکه زرد» تأثیر شایانی دارد. ویسکوزیته آن در برخی مقالات ۲ تا ۴ برابر آب و در برخی دیگر تا هزاران برابر آب ذکر شده‌است. همچنین موجب حفظ حالت چشم به صورت کروی میشود.

### نقص‌های مادرزادی چشم
نوزاد انسان ممکن است بدون چشم به دنیا بیاید یا چشم او در لایه‌ای پنهان مانده باشد. چشم‌ها ممکن است به هنگام تولد کوچک‌تر از حد معمول باشد یا شکلی بیرون زده داشته باشد که به گاوچشمی معروف است.
نبود عدسی، دررفتگی عدسی، نبود عنبیه، درشتی قرنیه، و ناپیوستگی عصب بینایی از دیگر عیوب مادرزادی چشم در برخی نوزادان است. آب‌سیاه مادرزادی، چشم کیسه‌دار، و انسداد مادرزادی مجرای اشکی از دیگر نقایص مادرزادی است.
پلک‌های نوزاد نیز ممکن است به حالت افتاده، برگشته به تو یا بیرون باشد یا این‌که نوزاد ممکن است بدون پلک به دنیا بیاید.
از دیگر کاستی‌های مادرزادی چشم می‌توان به نشانگان اکسن‌فلد، بیماری نوری، و پدیده مارکوس گان اشاره کرد.